# Альтермагнетизм
Альтермагнетизм — тип магнитного состояния идеальных кристаллов, изучаемый в физике конденсированного состояния. Альтермагнитные структуры коллинеарны и кристально-симметричны, что обеспечивает нулевую общую намагниченность. В отличие от другого типа магнитного состояния — антиферромагнетизма, не происходит вырождение состояния в соответствии с теоремой Крамерса, но оно зависит от спинового волнового вектора. Результаты физических экспериментов, доказавших существование такого магнитного состояния, были впервые опубликованы в 2024 году. Было высказано предположение, что альтермагнетики смогут найти применение в области спинтроники.

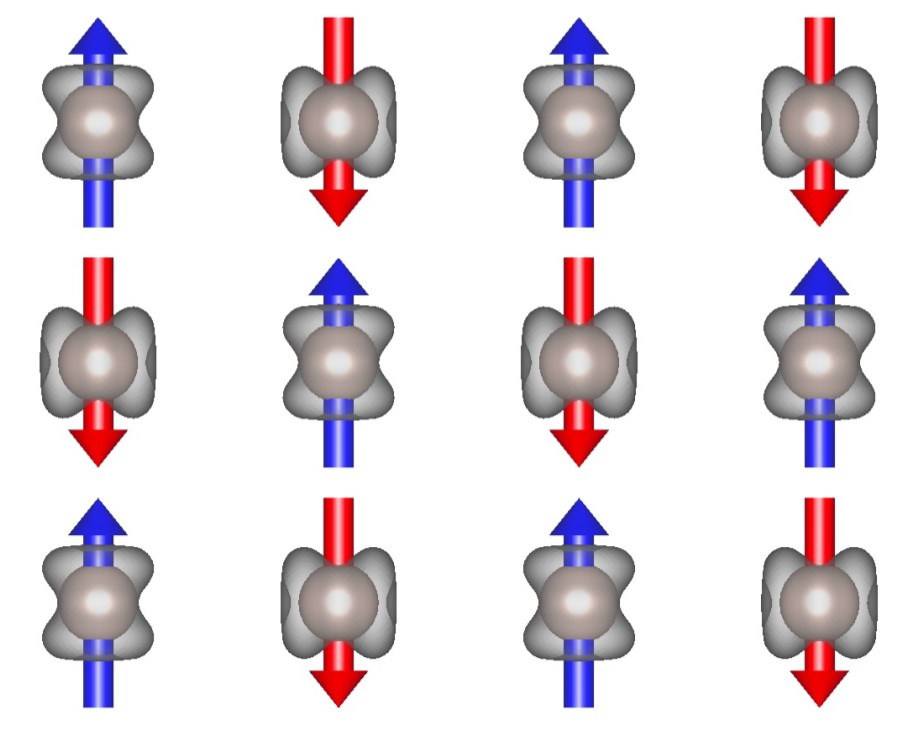
В альтермагнетиках спин и пространственная ориентация атомов регулярно чередуются на соседних магнитных участках кристалла.